# Mesoleptus erugatus
Mesoleptus erugatus là một loài tò vò trong họ Ichneumonidae.